# Maria od Boskiego Serca Jezusa
Siostra Maria od Boskiego Serca (ur. 8 września 1863 w Münsterze, zm. 8 czerwca 1899 w Porto) – niemiecka Błogosławiona Kościoła katolickiego, zakonnica.

## Życiorys

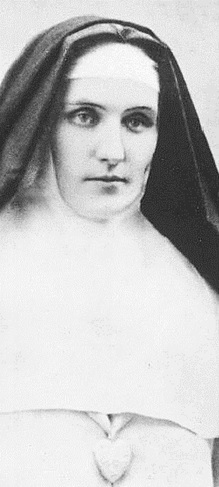
Siostra Maria od Boskiego Serca Jezusa, Matka Przełożona klasztoru Dobrego Pasterza w Porto (1894).

Maria Droste zu Vischering urodziła się 8 września 1863 r. w Münster jako córka hrabiego Klemensa-Heindricha Droste zu Vischering, deputowanego do Reichstagu, i hrabiny Heleny von Galen, siostrzenicy biskupa Kettelera.
Wychowywała się na zamku w Darfeld. Była dzieckiem trudnym, o dużej wrażliwości i wielkoduszności, ale też o sporej dozie samodzielności i uporu. Od przyjęcia sakramentu bierzmowania myślała o życiu zakonnym.
W 1888 Siostra Maria wstąpiła w Münster do zgromadzenia Dobrego Pasterza, założonego niedawno przez Świętą Marię Eufrazję Palletier. Podobnie jak inne siostry, zajmowała się dziewczętami ubogimi i wykolejonymi, najpierw w samym Münster, a potem także w portugalskim Porto, gdzie od 1894 była przełożoną.
W 1896 Siostrę Marię dotknął postępujący paraliż; mogła jednak nadal swobodnie kontaktować się z innymi i sprawnie kierować wspólnotą. Siły czerpała z gorącego nabożeństwa do Najświętszego Serca Jezusowego. W latach 1897 i 1898 pisała do papieża Leona XIII, prosząc go o poświęcenie całego świata Bożemu Sercu.
Jej przełożony z Klasztoru Dobrego Pasterza napisał list, w jej imieniu, do papieża Leona XIII stwierdzając, że siostra Maria otrzymała wiadomość od Chrystusa, prosząc papieża, aby poświęcił cały świat dla Najświętszego Serca Pana Jezusa. Papież początkowo nie uwierzył i nie podjął żadnych działań. Jednak w dniu 6 stycznia 1899 roku napisała kolejny list, prosząc, że oprócz konsekracji, pierwsze piątki miesiąca obserwuje się ku czci Najświętszego Serca. W liście odniosła się również do niedawnej choroby papieża. Papież Leon XIII zlecił dochodzenie w oparciu o jej objawienia i tradycji kościoła. W swojej encyklice z 1899 roku Leon XIII zadekretował, że poświęcenie całego rodzaju ludzkiego Najświętszemu Serca Pana Jezusa powinno nastąpić w dniu 11 czerwca 1899 roku. Maria zmarła na trzy dni przed konsekracją.

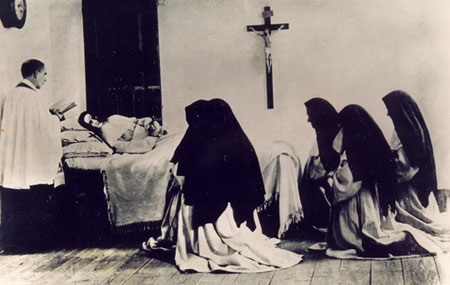
Czas śmierci od Siostra Maria od Boskiego Serca w Porto (1899).

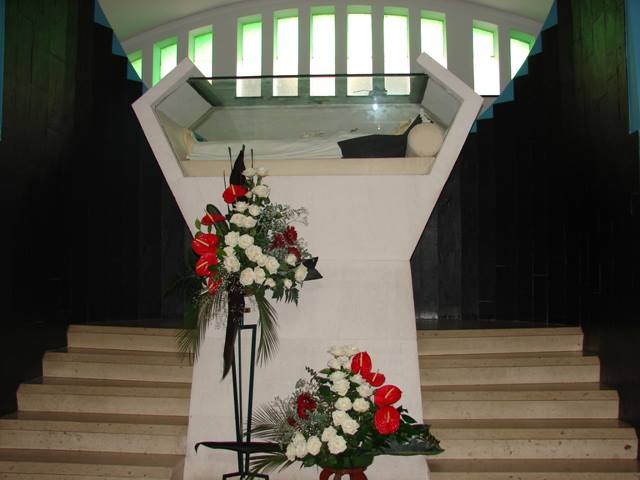
Grobowiec Siostry Marii od Boskiego Serca w Ermesinde.

Została beatyfikowana przez papieża Pawła VI w dniu 1 listopada 1975 roku.